# Швајх
Швајх (њем. Schweich) град је у њемачкој савезној држави Рајна-Палатинат. Једно је од 103 општинска средишта округа Трир-Сарбург. Према процјени из 2010. у граду је живјело 6.559 становника. Посједује регионалну шифру (AGS) 7235125.

## Географски и демографски подаци
Швајх се налази у савезној држави Рајна-Палатинат у округу Трир-Сарбург. Град се налази на надморској висини од 130 метара. Површина општине износи 31,1 km². У самом граду је, према процјени из 2010. године, живјело 6.559 становника. Просјечна густина становништва износи 211 становника/km².

## Међународна сарадња
| Мјесто    | Држава               | Врста сарадње | Од    |
| --------- | -------------------- | ------------- | ----- |
|           | Француска            | партнерство   | 1992. |
|           | Пољска               | партнерство   | 1995. |
| Муријалдо | Италија              | партнерство   | 1995. |
| Портисхед | Уједињено Краљевство | партнерство   | 1992. |
| Извор     |                      |               |       |